# Вилер (Висконсин)
Вилер (енгл. Wheeler) град је у америчкој савезној држави Висконсин.

## Демографија
По попису из 2010. године број становника је 348, што је 31 (9,8%) становника више него 2000. године.
| Група             | 2000.       | 2010.       |
| Белци             | 312 (98,4%) | 331 (95,1%) |
| Афроамериканци    | 0 (0,0%)    | 6 (1,7%)    |
| Азијати           | 0 (0,0%)    | 0 (0,0%)    |
| Хиспаноамериканци | 3 (0,9%)    | 5 (1,4%)    |
| Укупно            | 317         | 348         |